# Wioletta Śląska-Zyśk
Wioletta Śląska-Zyśk (ur. 10 grudnia 1976 w Piszu) – polska urzędniczka samorządowa i menedżer, w latach 2014–2018 wicemarszałek województwa warmińsko-mazurskiego, radna Rady Miasta Olsztyna.

## Życiorys
Ukończyła studia magisterskie z edukacji administracyjno-politycznej w Wyższej Szkole Pedagogicznej Towarzystwa Wiedzy Powszechnej w Warszawie. Kształciła się także na sześciu kierunkach podyplomowych z zakresu: finansów i rachunkowości (1999), zarządzania zasobami ludzkimi (2004), rynku pracy (2007), mediacji i alternatywnego rozwiązywania sporów (2010), coachingu (2013) oraz zarządzania funduszami unijnymi na lata 2014–2020 (2015). Zdobyła także certyfikaty związane m.in. z zarządzaniem, a w 2013 zdała egzamin dla kandydatów na członków rad nadzorczych spółek Skarbu Państwa.
Odbyła staż w Polskiej Agencji Informacji i Inwestycji Zagranicznych. Od 1995 pracowała w powiatowym urzędzie pracy w Piszu, dochodząc do stanowiska jego dyrektora, które pełniła przez 9 lat. Zajęła się prowadzeniem szkoleń i coachingiem. Była również m.in. wiceprzewodniczącą Powiatowej Rady Zatrudnienia i Konwentu Dyrektorów Województwa Warmińsko-Mazurskiego oraz członkiem Komitetu Monitorującego Regionalny Program Operacyjny Warmia i Mazury na lata 2007–2013 oraz na lata 2014–2020.
Była działaczką Polskiego Stronnictwa Ludowego. Od maja 2012 do grudnia 2013 zajmowała stanowisko zastępczyni burmistrza Pisza. W 2014 i 2018 uzyskiwała mandat radnej sejmiku warmińsko-mazurskiego. 12 grudnia 2014 powołana na stanowisko wicemarszałka województwa warmińsko-mazurskiego. 4 grudnia 2018 zakończyła pełnienie funkcji. W 2019 bezskutecznie kandydowała do Sejmu. W listopadzie tegoż roku odeszła z PSL. W czerwcu 2022 zrezygnowała z mandatu radnej sejmiku.
W grudniu 2019 została dyrektorem Centrum Popularyzacji Nauki i Innowacji „Kortosfera” Uniwersytetu Warmińsko-Mazurskiego w Olsztynie, a w czerwcu 2022 ponadto dyrektorem Warmińsko-Mazurskiego Centrum Chorób Płuc. W wyborach parlamentarnych w 2023 wystartowała do Sejmu z listy Koalicji Obywatelskiej, a w 2024 uzyskała mandat do rady miasta Olsztyna z list KO.

## Odznaczenia
Odznaczona Brązowym Krzyżem Zasługi (2010), a także m.in. Brązowym Medalem „Za Zasługi dla Pożarnictwa”,  Odznaką Honorowa za zasługi na Rzecz Województwa Warmińsko-Mazurskiego (2010) i Odznaką Honorową Mazurskiej Służby Ratowniczej (2013).